# Кортизон
Кортизо́н — гормон кори надниркових залоз.; Препарат, що використовується в лікувальній практиці як замінник таких гормонів.

## Фармакологічна дія препарату
ГКС . Має значний вплив на вуглеводний обмін і меншою мірою — на водний і електролітний обмін. Сприяє накопиченню глікогену в печінці, підвищує вміст глюкози в крові, викликає збільшення виведення азоту з сечею. Надає протизапальну, десенсибілізуючу і протиалергічну дію, має імунодепресивну активність. Кортизон використовується для усунення симптомів алергічний захворювань. Крім цього його застосовують при ряді інших шкірних хвороб: екзема, атопічний дерматит, сезонні загострення нейродерміту. В даний момент існують ліки на основі кортизону у вигляді уколу або мазі.

## Вплив на ожиріння
Кортизон — це ключовий гормон стресу, який відомий своєю здатністю викликати повноту (а також атрофію м'язів). В групі жінок, чия повнота була спричинена стресом, спостерігався вищий вміст кортизону в порівнянні з двома іншими групами. Високий вміст кортизону також пов'язують зі швидшим і сильнішим збільшенням у вазі. Автори роблять висновок: «Це відкриття підтримує концепцію про те, що в основі пов'язаного із стресом ожиріння знаходяться патопсихологічні механізми».
Тобто, дослідження передбачає, що вищий рівень кортизону, що виробляється у відповідь на стрес, може стати чинником, що провокує повноту. Іншим словами, стрес може зробити деяких людей огрядними. Це інший приклад того, як зайва вага тіла може бути наслідком гормональних порушень, а не переїдання або недостатністю вправ.

## Вплив на біоритм
У «жайворонків» і «сов» у різний час починають вироблятися гормони сну (мелатонін) і пробудження (кортизон). До четвертої години ранку в організмі «жайворонка» виробляється кортизон, і до шостої людина вже готова зустріти новий день. «Сова» ж готується до пробудження не раніше восьмої — дев'ятої ранку (початок вироблення кортизону — 6:30, пік — 8:30).